# Historia skautingu
Przełom XIX i XX w. to czas, kiedy w światowej pedagogice przestawał pomału obowiązywać pogląd, że najważniejszym zadaniem w toku wychowania jest tylko rozwój umysłowy człowieka. Opierając się na tym poglądzie zakładano, że im wyższe wykształcenie będzie posiadać jednostka, tym wyższy będzie jej społeczny, moralny i etyczny poziom.
Powstanie i rozwój nowych prądów filozoficznych, na bazie których zaczęto stosować nowatorskie koncepcje pedagogiczne sprawił, iż obok rozwoju umysłowego trzeba również troszczyć się o emocjonalny rozwój dzieci i młodzieży poprzez rozwój ich wyobraźni, wrażliwości oraz życzliwości w stosunku do otaczającego ich świata.
W wyniku tego, pod koniec XIX i na początku XX wieku zaczęły się tworzyć w krajach Europy Zachodniej ruchy młodzieżowe wcielające w większym lub mniejszym stopniu te nowatorskie koncepcje pedagogiczne. Jednym z takich ruchów powstałym w Wielkiej Brytanii był skauting, którego twórca, generał Robert Baden-Powell, zastosował zasady pedagogiczne, jak na owe czasy, wręcz rewolucyjne.

## The Boys Brigade
Ruch skautingu początkowo kształtował się w Wielkiej Brytanii, w XIX tworzyły się różnego rodzaju „skautopodobne” organizacje mające dłuższy lub krótszy żywot i usiłujące w jak największym stopniu oddziaływać na młodzież. Jedną z takich organizacji były ang. „The Boys Brigade”, czyli „Brygada Chłopięca” utworzone 4 października 1882 w Glasgow pod patronatem kleru anglikańskiego przez Williama Aleksandra Smitha. Potem terenem działalności „Brygady” było środowisko robotnicze, najpierw wspomnianego już szkockiego miasta Glasgow, później, po sukcesach wychowawczych, innych miast Wielkiej Brytanii i kolonii.
O bardzo dużym wpływie Kościoła anglikańskiego na „Brygady” świadczył ich statut, który mówił m.in., że zadaniem „Brygady” będzie szerzyć między chłopcami Królestwo Boże oraz wprowadzać zwyczaje posłuszeństwa, szacunku, karności, godności własnej i tego wszystkiego, co wytwarza prawdziwie chrześcijańską męskość. Statut ten określał także górną granicę wieku zaciągających się chłopców. Członkami mogły zostać osoby między 12 a 17 rokiem życia. Każdy nowo wstępujący musiał złożyć ślubowanie, w którym zobowiązywał się do przestrzegania przepisów dobrego prowadzenia się.
Jednostkami podstawowymi „Brygady” były kompanie składające się z 40 chłopców, z których 4 miało na wzór wojskowy stopnie sierżanta. Kompaniami dowodzili 4 oficerowie, którymi z reguły byli księża lub oficerowie wojskowi. Sześć kompanii stanowiło batalion, na którego czele stała „Rada Batalionu”. Dużej pomocy „Brygadzie” udzielała armia brytyjska, która „wypożyczała” podoficerów zawodowych do prowadzenia musztry i nauki strzelania oraz sprzęt obozowy.
Zważywszy na wybitnie paramilitarny charakter „Brygady”, była to organizacja w przytłaczającej większości męska. Nieliczne istniejące „Brygady dziewcząt” nie miały takich osiągnięć jak chłopcy, ze względu na ograniczony charakter działania.

## Skauting
Kierunek wychowawczy „Brygad chłopców” został rozwinięty z chwilą pojawienia się w 1907 r. skautingu, który obok haseł religijnych wprowadził narodowe. Baden-Powell nie porzucił społeczno-religijnych zasad „Brygad”, do których dodał nowy motyw – patriotyzm.
Na pomysł stworzenia organizacji skautingowej Baden-Powell wpadł w czasie wojny burskiej w latach 1899–1902, w czasie oblężenia twierdzy Mafeking. Ze względu na szczupłe siły obrońców, Baden-Powell zorganizował z małych chłopców korpus kadetów, który spełniał funkcje ordynansów, łączników i zwiadowców. Młodzi chłopcy w ciężkich warunkach oblężenia doskonale wywiązywali się ze swojego zadania.

### Robert Baden-Powell

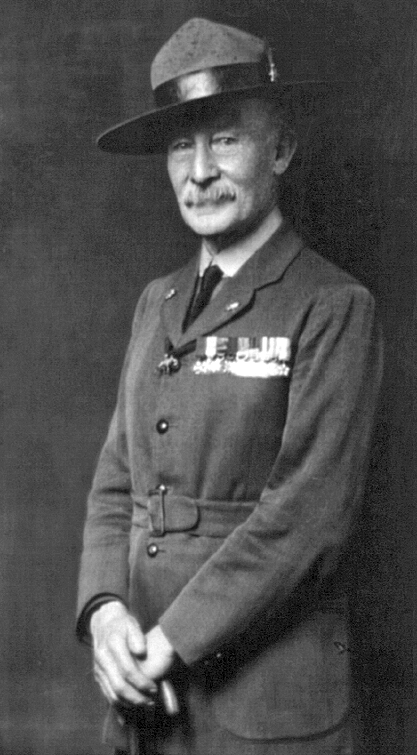
Robert Baden-Powell

Robert Baden-Powell, człowiek o niezwykle barwnym życiorysie, wojskowym został właściwie przez przypadek. Po dwóch nieudanych próbach dostania się najpierw na studia do Oxfordu, a później do równie słynnego Christ College, przypadkowo trafił na anons o poszukiwaniu kandydatów do szkoły oficerskiej, do której, ku swojemu zdziwieniu, zdał. Brak ewidentnych zdolności w tzw. naukach ścisłych rekompensował z powodzeniem uzdolnieniami artystycznymi, ze szczególnym uwzględnieniem malowania. Malował, rysował i pisał zarówno prawą, jak i lewą ręką. Kiedy miał 9 lat, zilustrował opowiadanie w stylu komiksowym. Grał także na pianinie i zdradzał zdolności aktorskie. Miał duże poczucie humoru – w czasie oblężenia Mafekingu przesłał meldunek: „Wszystko w porządku, bombardowanie trwa 4 godziny, jeden pies nie żyje”.
Godne uwagi są cechy charakteru Baden-Powella ukształtowane w czasie służby wojskowej, a wykorzystywane w życiu cywilnym dla dobra ruchu skautowego. Mówiono o nim, że zawsze miał głowę na karku, pełną pomysłów i nieoczekiwanych koncepcji. Był ciekawy świata, bystry, wesoły, oszczędny. Cenił wolność. Bardzo kochał naturę, a szczególnie zwierzęta. Baden–Powell uważany był za dobrego zwiadowcę, jednak to właśnie w trakcie walk w Matabo Hill spotkał pewnego Amerykanina w służbie brytyjskiej. Frederick Russell Burnham doświadczenie zwiadowcy zdobywał w trakcie walk z Indianami. Dzięki amerykańskiemu instruktorowi Baden–Powell zetknął się z woodcraft `em (dziś powiedzielibyśmy SERE - Survival, Evasion, Resistance and Escape) oraz legendą Dzikiego Zachodu, które potem zaadaptował w skautingu (stąd scoutcraft).

### Obrona Mafekingu
W czasie swej służby wojskowej Baden-Powell służył w Indiach, Afganistanie, Afryce Południowej. Pobyt w Afryce był szczególnie ważny w karierze wojskowej Baden-Powella i dla skautingu, który nie mógłby się tak rozszerzyć, gdyby nie ogromna renoma i popularność Baden-Powella w Wielkiej Brytanii. Zdobył je dzięki obronie twierdzy Mafeking, która trwała 217 dni, w okresie między 11 października 1899 roku a 17 maja 1900 roku.
Do tego czasu Mafeking nie był w ogóle znany. Zakończona sukcesem obrona wywołała w Anglii histeryczną reakcję i przyniosła Baden-Powellowi sławę bohatera narodowego. W pół godziny po dotarciu z Pretorii do Londynu wiadomości o rozejmie, ogromne rzesze mieszkańców miasta wyszły na ulice i świętowały zwycięstwo. W teatrach oraz operze publiczność odśpiewała wraz z artystami spontanicznie hymn narodowy. Królowa Wiktoria osobiście wysłała serdeczne słowa uznania obrońcom. Specjalne wydania gazet opisywały brawurę żołnierzy i ich dowódcy Baden-Powella, który natychmiast został mianowany najmłodszym generałem majorem armii brytyjskiej. Obrońca Mafekingu został okrzyknięty największym od czasów Wellingtona i Nelsona angielskim bohaterem narodowym.
Aby odpowiedzieć na przyczyny owej histerii, należałoby wczuć się w atmosferę tamtych czasów, charakterystyczną dla końca epoki wiktoriańskiej. Imperium brytyjskie było wówczas u szczytu swej potęgi i było nie do pomyślenia, aby pozycja ta została przez kogokolwiek zachwiana.
Tymczasem wojna burska odsłoniła pierwsze rysy na pięknym monolicie brytyjskiego imperium. Dwie „absurdalnie małe republiki”, jak nazwała prasa brytyjska Transwal i Oranię, zamieszkane przez pobożnych, ubogich rolników, zaryzykowały by „połaskotać ogon niepokonanych brytyjskich lwów”, ku ogromnej uciesze ówczesnego świata. Mimo przewagi ilościowej i technicznej, armia brytyjska doznała bardzo dotkliwych porażek i klęsk. Stąd też „ta zapadła dziura”, Mafeking, stała się w owym czasie symbolem przeżycia największego imperium świata. Szczególnie po upokarzającej klęsce w Magersontein, gdzie Brytyjczycy doznali miażdżącej porażki, ich nadzieje skrystalizowały się właśnie w Mafekingu.
Można zaryzykować stwierdzenie, że przepędzenie Burów spod tego miasteczka było sprawą honoru brytyjskiego. W takiej sytuacji Wielka Brytania potrzebowała bohaterów, którzy uratowaliby jej nadszarpnięty prestiż, stąd tak entuzjastyczne przyjęcie Baden-Powella oraz jego żołnierzy.

### Korpus pokoju
Jako generał i zarazem bohater, został mianowany dowódcą specjalnego korpusu składającego się z 10 tysięcy mężczyzn, którego głównym zadaniem było zaprowadzenie spokoju na terenie niedawnych walk. Baden-Powell podjął się tego zadania z dużym entuzjazmem. Z ochotników z Kanady, Nowej Zelandii, Australii, Indii i Cejlonu stworzył konną policję, w pracy z którą opracował oryginalny system kształcenia, mający na celu rozwijanie u podopiecznych, zamiast uległości, zmysł inicjatywy i samodzielności.
Zaprojektowany przez niego wykorzystywany później w skautingu mundur wyróżniał się na tle innych ugrupowań operujących wówczas w Afryce Południowej. Była to koszula koloru khaki z rozchylonym kołnierzykiem, odznaką i dużym kapeluszem o szerokim rondzie, podpatrzonym u amerykańskich kowbojów. Kapelusz ten posiadał inicjały BP od nazwiska twórcy ruchu lub jako skrót słów BE PREPARED, czyli „bądź gotów”.
Korpus ten, określany w języku angielskim jako the South African Constabulary, używany był nie tylko do akcji militarnych, ale także w działalności czysto cywilnej, jak odbudowa zniszczonych domów, mostów, szczepienia dzieci i zwierząt itd. Służbę w tym korpusie Baden-Powell traktował jako najpiękniejsze urzeczywistnienie własnej drogi życiowej. Właściwy moment w jego życiu nadszedł w 1907 roku, kiedy to został przeniesiony z połową żołdu do rezerwy.

### Powrót do kraju
Zanim jednak to nastąpiło, w 1903 roku otrzymał nominację na generalnego inspektora kawalerii, która pozwoliła mu poznać szkoły i jednostki wojskowe w USA, Kanadzie, Francji, Niemczech, Austrii, Holandii, Włoszech, Belgii, Egipcie, Sudanie i in. Stopniowo Generał stawał się człowiekiem nie spodziewającym się już zbyt wiele po wojskowej karierze, która w coraz mniejszym stopniu go pociągała. Przejście do cywila zmieniło także jego punkt widzenia na ówczesną rzeczywistość brytyjską. Jako żołnierz praktycznie mało czasu spędzał w Wielkiej Brytanii, przez większą część dotychczasowego życia „włócząc się po całej Europie”. Nie zauważał więc dystansu, jaki dzielił go od własnej ojczyzny od chwili rozpoczęcia służby wojskowej, gdyż praktycznie nigdy nie miał takiej możliwości, by w wystarczającym zakresie poznać rzeczywistość polityczną, gospodarczą i społeczną własnego kraju.
Kiedy opuszczał Wielką Brytanię jako młody mężczyzna, był to okres szczytowy epoki wiktoriańskiej, czas imperium „w którym słońce nigdy nie zachodziło”. Po swoim powrocie został kraj jeszcze bogaty, ale zarazem wchodzący w długi okres gospodarczego kryzysu. Szczególnie zaskoczył go widok żebraków w dużych miastach. Początkowo nie chciał wierzyć, że prawie 30% mieszkańców Londynu było niedożywionych, że alkoholizm, przestępczość i wandalizm rozprzestrzeniały się najbardziej wśród bezrobotnych. Zaczęła więc coraz bardziej nurtować go myśl, iż powinien uczynić coś konkretnego, do czego mógłby wykorzystać w pozytywnym sensie swój wysoki prestiż i popularność. Był wówczas niepowtarzalną osobowością, człowiekiem o pełnej gamie talentów i uzdolnień: aktorem, artystą, plastykiem, pisarzem, wynalazcą, obserwatorem, osobą pełną inwencji twórczej i głębokiej intuicji.

### „Skauting dla chłopców”
Powrót do życia w cywilizacji dla bohatera wojennego nie był jednak sprawą łatwą, kiedy uświadomimy sobie, że Generał nie wybrał kariery wojskowej z konieczności czy z obowiązku. Po definitywnym rozstaniu z armią postanowił wcielić w życie ideę, która zaprzątała jego myśli od dawna, a którą tak bardzo chciał wprowadzić w czyn, a mianowicie myśl napisania książki dla młodzieży. Minęło zaledwie 5 dni od jego przejścia do rezerwy, gdy Generał ostro wziął się do napisania dzieła – zamierzał pomóc milionom młodych ludzi w kierowaniu własnym losem i życiem. Książka, pod tytułem „Skauting dla chłopców” („Scouting for Boys”) która ukazała się w 1908, nawiązywała swoją zawartością głównie do jego własnych doświadczeń. Propagował wychowanie młodzieży w czasie wolnym poprzez gry, samodyscyplinę i obserwację oraz służbę bliźniemu.
W tym czasie wielu wybitnych pedagogów przeciwstawiało zalety samowychowania wychowaniu autorytarnemu. Jednak Generał był pierwszym, który swoje własne życie i doświadczenia przetransportował na model pedagogiczny, jako pedagogikę przystępną dla każdego, a szczególnie dla młodzieży. Pracą wyjściową były dla niego jego wcześniejsze książki, „Obserwacje i tropienie” i „Wskazówki dla skautowania” („Aids to scouting”), które w swoim czasie spełniały istotną rolę w kształceniu militarnym mężczyzn. Obecna książka ujmowała jego doświadczenia w całkiem nowy sposób, zachowując nie zmienione takie elementy jak terenoznawstwo, ćwiczenia w zakresie obserwacji, zwiadu i tropienia. Postanowił akcenty militarne zredukować do minimum, a na plan pierwszy wysunąć hasła służące wychowaniu młodzieży w pokoju.
Dla tworzonej nowej książki miały istotne znaczenie dwa spotkania personalne. Pierwszym z nich było spotkanie Baden-Powella z Williamem A. Smithem, który był przywódcą angielskich „Brygad chłopców”, zaś drugim – spotkanie z Ernestem Thompson Setonem, autorem m.in. wydanego w USA dzieła pt. The Birchbark Roll of the Woodcraft Indians. Seaton był prekursorem ekologii na świecie, badaczem przyrody, wielkim znawcą fauny i flory amerykańskich lasów. To on stworzył dla młodzieży program działania inspirowany praktyką leśnych Indian. Kiedy Baden-Powell opowiedział mu o koncepcji swojej książki, ten się nią tak zachwycił, że sam zaproponował by włączyć do zadań dla młodzieży gry „Indian Seatona”.
Także duże znaczenie miało spotkanie Baden-Powella ze Smithem. Pierwsza rozmowa pomiędzy nimi odbyła się w 1903 w czasie zbiórki „Brygady chłopców”. Ówczesne spotkanie było o tyle decydujące, że Generał zaakceptował ofertę tej organizacji, by spędzić swój urlop w 1904 w Szkocji. Baden-Powell był pod głębokim wrażeniem tłumu zorganizowanej młodzieży oraz jej dorosłych przywódców, gdy obserwował ich paradę w czasie tego urlopu. Uświadomił sobie, że ten ruch mógłby mieć dziesięciokrotnie więcej członków, gdyby wprowadzono większą różnorodność form kształcenia.
Najbardziej oryginalnym wnioskiem Generała było przeświadczenie, że najlepszą metodą wychowania dobrego obywatela jest oddanie tego procesu w ręce samej młodzieży, która podzielona jest na sześcioosobowe zastępy pod okiem wybranego spośród siebie zastępowego. Powinna ona samodzielnie pokierować własnym wychowaniem. Baden-Powell był coraz bardziej przekonany, że jego pomysł musi być urzeczywistniony albo w organizacji młodzieżowej, albo w ruchu młodzieżowym przez samych członków.
Generał jako człowiek czynu nie mógłby pisać tylko dla samego pisania. Kiedy więc szukał kogoś, kto podjąłby się wydania jego książki, której nadał tytuł Scauting for boys, spotkał trzecią osobę, która pomogła mu rozpropagować ideę skautingu na całym świecie, Chodzi o Arthura Pearsona: wydawcę, polityka, filantropa i przedsiębiorcę wielkiego formatu. Spotkanie z nim i rozmowy zostały zakończone sukcesem. Arthur Pearson dzięki swojej obrotności pozyskał duże ilości pieniędzy dla emerytowanego generała, by promować jego ideę ruchu skautowego we wszystkich publikacjach. W swoim wydawnictwie udostępnił mu specjalny pokój do pracy, a także zaproponował sfinansowanie objazdowych wykładów poświęconych skautingowi, wygłaszanych na terenie Zjednoczonego Królestwa.
Firma Pearsona oddelegowała zespół specjalistów pod kierownictwem członka „Brygad chłopców” McLarena, który miał zająć się opracowaniem i redakcją tekstów Baden-Powella dla szerokiej publiczności.

### Obóz doświadczalny na wyspie Brownsea

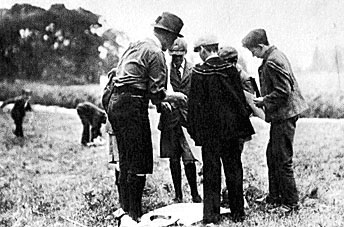
Robert Baden-Powell i pierwsi skauci na obozie skautowym, Wyspa Brownsea, sierpień 1907

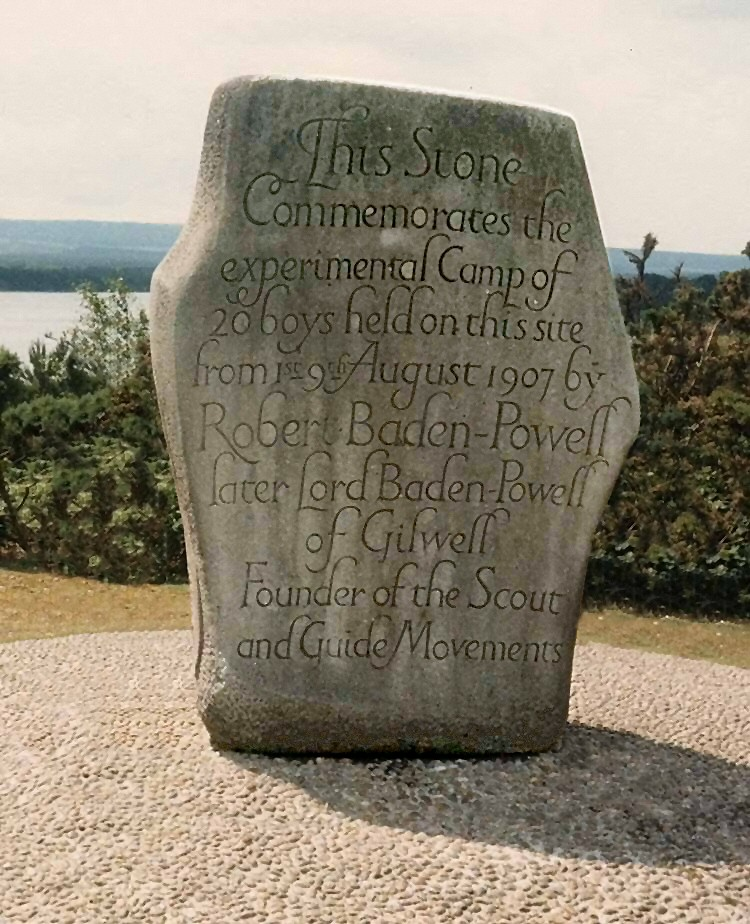
Obelisk na wyspie Brownsea upamiętniający pierwszy obóz skautów

Praktyczne przetestowanie książki „Scouting for Boys” nastąpiło na wyspie Brownsea, gdzie Baden-Powell zabrał w pośpiechu chłopców, wśród których byli członkowie „Brygad chłopców”, synowie jego przyjaciół, uczniowie ekskluzywnych szkół Harrow i Eton oraz w przeważającej większości uczniowie ze szkół podmiejskich, dzieci robotników i chłopów.
Baden-Powell chciał wiedzieć, jak jego idea zafunkcjonuje, czy małe zespoły tworzone przez młodzież będą funkcjonować czy też nie. Nie był pewny, czy młodzież w tym wieku uzna kierownictwo kogoś spośród siebie. Nie było to wówczas takie oczywiste czy zastępowy, któremu powierzy się zadanie koordynowania realizacji wspólnych ustaleń, nie nadużyje swojej władzy i odpowiedzialności, i że rola przywódcy zostanie zaakceptowana. Pewne wątpliwości budziło to, jak młodzi skauci będą przyjmować różne propozycje zadań.
Życie pod gołym niebem dzień i noc, w czasie ulewy i pięknej pogody, było dla większości uczestników tym, czego do tej pory jeszcze nie doświadczyli. Przy ognisku nie spuszczali oczu z Generała, kiedy opowiadał im swoje dotychczasowe przygody i przeżycia. Nie zaskoczyło go to, że te radosne grupki chłopców tak szybko się zżyły i zgrały, że swe decyzje i postanowienia ze względów ambicjonalnych realizowały bez rozkazów, bez oglądania się na nagrody czy kary. Świadczyło to w całej rozciągłości o wspaniałym sukcesie idei skautingu. W dniu 9 sierpnia 1907 zakończył się obóz na wyspie Brownsea, zapoczątkowując zarazem dzieje ruchu skautowego.

### Rozwój idei skautowej
W celu lepszego spopularyzowania swej idei wśród młodzieży, Baden-Powell udawał się wielokrotnie w podróże po Wielkiej Brytanii. W ciągu siedmiu tygodni wygłosił 40 wykładów, gdzie słuchaczami była głównie młodzież, która chciała wiedzieć, co bohater spod Mafekingu ma jej do powiedzenia. O sukcesie idei skautingu wśród młodzieży zdecydowały zawarte w niej propozycje zadań, praktyczne i niepospolite formy zajęć. Wyjaśniała ona w sposób prosty tajemnice przyrody, uczyła rozpoznawać ptaki i zwierzęta, jak chronić się przed niebezpieczeństwami natury, jak opatrzyć rany, jak przeżyć czy żyć skromnie w niezagospodarowanym środowisku.
Idea Baden-Powella została z pewnymi oporami i powściągliwością zaakceptowana przez trzy najważniejsze środowiska wychowawcze: rodziców, szkołę i kościół.
Stało się tak dlatego, że wszystkie instytucje były przekonane o tym, że nie zostaną przecież zdetronizowane czy zastąpione, lecz jedynie uzupełnione. Pedagodzy milczeli lub się śmiali, a księża byli powściągliwi.
Założyciel ruchu skautowego był pierwszą osobą, którą zaskoczył rozwój idei. Już w 1908, kiedy ukazała się jego książka, powstały pierwsze zastępy skautów w Kanadzie, Australii, Nowej Zelandii, w 1909 w Indiach i Chile, skąd idea rozpowszechniła się w takich krajach jak Argentyna i Brazylia.
W 1910 skauting trafił przez przypadek do USA, akurat w tym roku, w którym powstały pierwsze grupy skautów na kontynencie europejskim, a w szczególności w Belgii, Holandii, Francji, Danii, Norwegii, Szwecji, Austro-Węgrzech i innych.
1902 – w USA powstaje organizacja młodzieżowa „Woodcraft Indians” „Indian Puszczańskich” założona przez „Czarnego Wilka” – Ernesta Thompsona Setona.

## Dziewczęta

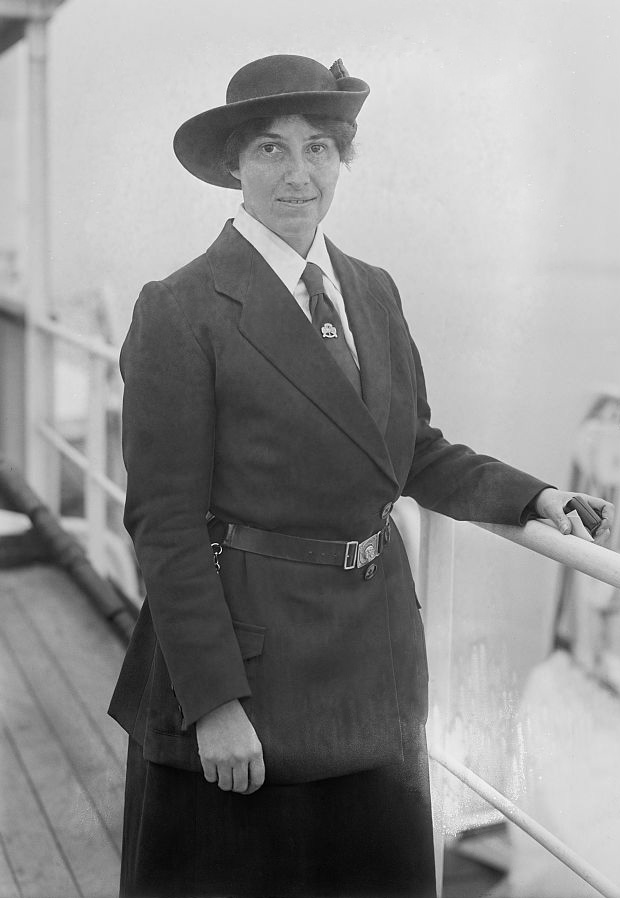
Olave Baden-Powell

Ruch skautek – dziewcząt został założony w 1909 roku. Robert Baden-Powell uważał, że ruch skautek powinien być prowadzony przez kobiety i dlatego w 1910 poprosił o pomoc swoją siostrę Agnes, później dołączyła się żona B-P, Lady Olave Baden-Powell.
Symbolem skautingu żeńskiego stała się złota koniczynka na niebieskim tle. Kolory te symbolizują słońce świecące ponad wszystkimi dziećmi na całym świecie, a trzy płatki koniczyny oznaczają trzy części Przyrzeczenia Skautowego, a więc: służbę Bogu, pomoc bliźnim i posłuszeństwo Prawu. Igła busoli wewnątrz listka wskazuje prostą i niezmienną drogę do celu, a duże gwiazdki na bocznych płatkach – Prawo i Przyrzeczenie. Podstawa łodyżki to płomień miłości rozpalony pomiędzy ludźmi na całej ziemi.

## Kalendarium
- 22 lutego 1857 – w Londynie urodził się twórca skautingu Robert Baden-Powell
- 1880–1890 – Ernest Thompson Seton i D.C.Beard stosują metody zbliżone do skautowych wśród młodzieży amerykańskiej. Jednocześnie Robert Baden-Powell stosuje zwiady, podchodzenie i tropienie wśród żołnierzy angielskich.
- 1896 – główną inspiracją do założenia międzynarodowego skautingu było przekazanie Robertowi Baden-Powellowi idei woodcraft przez Fredericka Russella Burnhama, amerykańskiego zwiadowcę, obieżyświata, łowcę przygód, znanego ze swej służby dla British Army w czasach Wyścigu o Afrykę.
- 1899 – Robert Baden-Powell dowodzi obroną południowoafrykańskiego miasta Mafeking wykorzystując do służby łącznościowej, porządkowej i wartowniczej oddziały skautów.
- 1907 – Robert Baden-Powell organizuje na wyspie Brownsea w Wielkiej Brytanii pierwszy obóz skautowy.
- 1908 – Ukazuje się „Scouting for Boys” Roberta Baden-Powella.
- 1909 – Pierwszy zlot skautów w Anglii (11 tys. uczestników).
- 1913 – W Birmingham (Wielka Brytania) odbywa się zlot skautów z całego świata. Wśród 30 000 uczestników udział bierze też 56-osobowa grupa instruktorów z Polski z Andrzejem Małkowskim na czele. Grupa ta, występując pod amarantową flagą z Białym Orłem zostaje uznana przez BiPi za reprezentację narodową Polski.
- 1920 – I Zlot Międzynarodowy (Jamboree) w Londynie. Roberta Baden-Powella obwołano Naczelnym Skautem Świata.
- 1924 – II Jamboree w Kopenhadze (Dania).
- 1929 – III Jamboree w Wielkiej Brytanii (okolice Birkenhead).
- 1933 – IV Jamboree w Gödöllő k. Budapesztu (Węgry).
- 1937 – V Jamboree w Holandii.
- 8 stycznia 1941 – w Kenii umiera założyciel skautingu generał lord Baden-Powell.